# Michaël Bodegas
Michaël Alexandre Bodegas (né le 3 mai 1987 à La Seyne-sur-Mer) est un joueur de water-polo français naturalisé italien en 2015.
Depuis la saison 2015-2016, il joue pour la Pro Recco et fait partie de la sélection italienne pour les Jeux olympiques de Rio en 2016 où son équipe, le Settebello, remporte la médaille de bronze du tournoi.